# Martin Maryland
Мартин Мэриленд (англ. Martin Maryland) — американский лёгкий бомбардировщик.
Создан в 1930-х годах. Первый полёт совершил в 1939 году. Разработан и производился фирмой «Гленн Мартин энд Компани» под руководством инженера Джеймса С. Макдонелла. Применялся ВВС Франции во время Второй мировой войны и ВВС Великобритании в боях за Средиземноморье (в качестве самолета-разведчика). Всего было построено около 450 самолётов.

## ТТХ
- Модификация Maryland Mk.II
- Размах крыла, м 18.69
- Длина, м 14.22
- Высота, м 3.01
- Площадь крыла, м² 50.03
- Масса, кг
  - пустого самолета 5700
  - нормальная взлетная 7624
- Тип двигателя 2 ПД Pratt Whitney R-1830-S3C4G Twin Wasp
- Мощность, л.с. 2 х 1200
- Максимальная скорость, км/ч 508
- Крейсерская скорость, км/ч 399
- Практическая дальность, км 2890
- Максимальная скороподъемность, м/мин
- Практический потолок, м 9450
- Экипаж 3
- Вооружение: четыре 7,62-мм пулемета Browning (в крыле); по одному 7,7-мм пулемету Vickers 'К' на верхней и нижней поверхностях фюзеляжа
- Бомбовая нагрузка до 907 кг